# Jacob Bjerknes
Jacob Aall Bonnevie Bjerknes (2. listopadu 1897 Stockholm – 7. července 1975 Los Angeles), zvaný též Jack Bjerknes, byl norský fyzik a meteorolog, zakladatel moderní meteorologické předpovědi počasí. Spolu s Halvorem Solbergem objevil teplou frontu. Vytvořil norský model mimotropické cyklóny. Byl vynikajícím synoptickým meteorologem i v praxi.

## Život
Jacob Aall Bonnevie Bjerknes se narodil 2. listopadu 1897 ve Stockholmu. Otcem Jacoba Bjerknese byl norský fyzik a meteorolog Vilhelm Bjerknes. Jeho matkou byla S. H. Bonnevie Bjerknes.
Od roku 1917 pomáhal otci budovat síť meteorologických stanic ve Skandinávii, aby získali data pro jejich teorii vzduchových hmot a polárních front.
V roce 1939 se přesunul do Spojených států amerických, kde se stal profesorem meteorologie na Kalifornské univerzitě v Los Angeles. V roce 1946 se stal občanem USA. Po druhé světové válce prováděl rozsáhlé studie horní atmosféry a tryskového proudění. V roce 1952 byl mezi prvními vědci využívajícími pro své výzkumy rakety.
Bjerknes studoval interakce atmosféry a oceánu v rovníkovém Tichém oceánu. V roce 1969 předložil hypotézu o těchto interakcí – tzv. Bjerknesova hypotéza. Ta říká, že ENSO se objevuje při změnách povrchové teploty oceánu, která vede ke změně rychlosti a směru větru – pasátů, což vede ke změně v cirkulaci oceánu a následně ke změnám povrchové teploty.
Bjerknes zemřel 7. července 1975 v Los Angeles v 77 letech.

## Ocenění
V roce 1945 získal William Bowie Medal, což je nejvyšší ocenění za geofyziku. Dále obdržel Meteorological Society's Rossby Medal (1960) a Národní vyznamenání za vědu (1966).